# خرس قهوه‌ای مارسیکایی
خرس قهوه‌ای مارسیکایی (نام علمی: Ursus arctos marsicanus) نام یک زیرگونه از گونه خرس قهوه‌ای است.